# Denscantia monodon
Denscantia monodon là một loài thực vật có hoa trong họ Thiến thảo. Loài này được (K.Schum.) E.L.Cabral & Bacigalupo mô tả khoa học đầu tiên năm 2001.